# Pusté pole
Pusté pole je přírodní rezervace v oblasti Prešov.
Nachází se v katastrálním území obce Zlatá Baňa v okrese Prešov v Prešovském kraji. Území bylo vyhlášeno či novelizováno v roce 1983 na rozloze 6,2370 ha. Ochranné pásmo nebylo stanoveno.